# 依田站 (北海道)

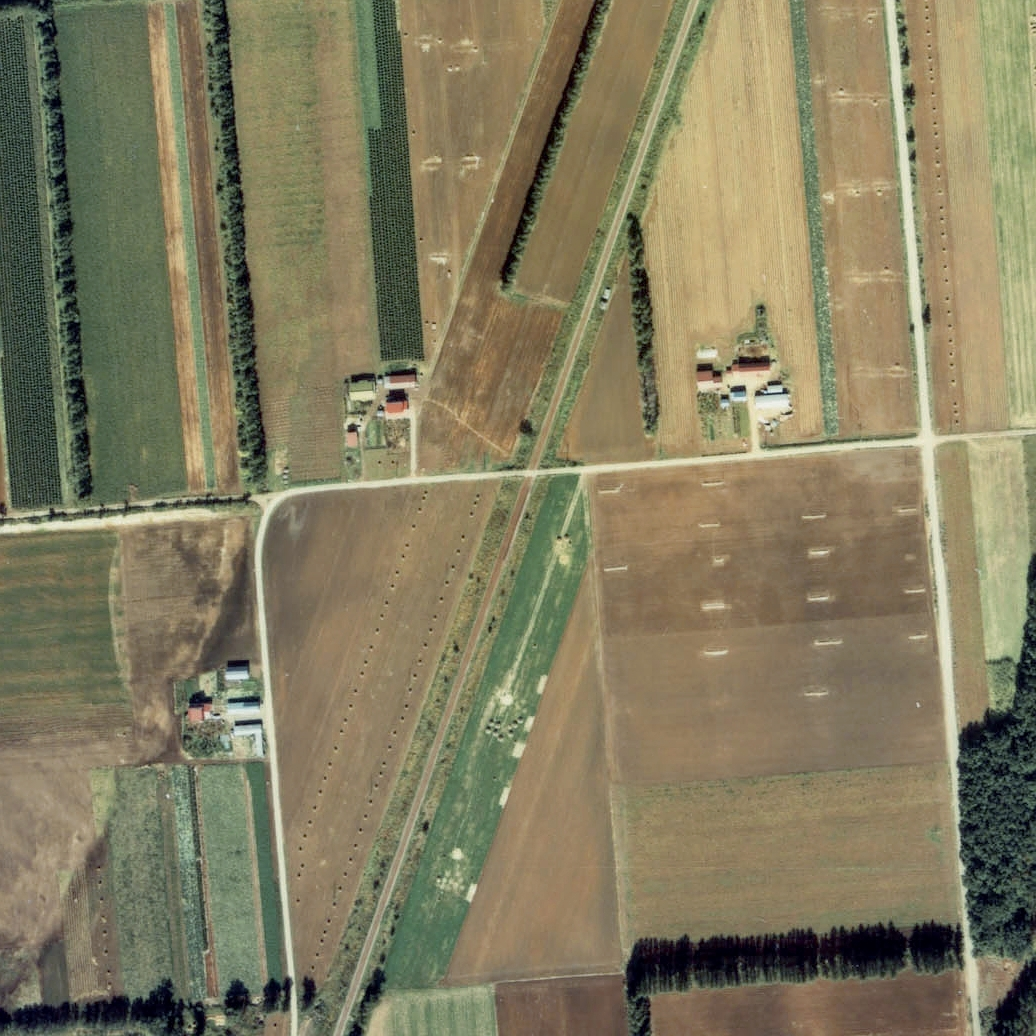
1977年的依田站與方圓約500米範圍。下方為廣尾方向。圖中所見，車站周邊都是平坦的農作地帶，設有一些農居。北邊設有南八丁交道，車站附近看不見候車室。

依田站（日语：／ Yoda eki */?）是位於北海道中川郡幕別町字依田，日本國有鐵道（國鐵）的廣尾線車站（廢站）。隨著廣尾線全線廢線，車站在1987年（昭和62年）2月2日廢除。
部分普通列車通過此站，截至1986年（昭和61年）11月1日的時間表，早上首班下行列車和上行尾班列車通過此站）。

## 歷史
- 1957年（昭和32年）12月25日 - 國有鐵道廣尾線開設依田站。該站為請願站[3][4]。當時為旅客車站[1]。
- 1987年（昭和62年）2月2日 - 廣尾線全線廢除，此站也廢除[4]。

## 車站構造
截至車站廢除前，此站是地面車站，設有1面1線的單式月台。月台位於路軌東邊（廣尾方向的列車會開啟左邊車門）。站內沒有轉轍器。
車站啟用時為無人車站。此站沒有車站大樓或候車室。月台上沒有上蓋，只有長椅。

## 站名的由來
車站名稱取自地名。地名源自明治時代開拓者「晚成社」的依田勉三。

## 使用狀況
在1981年度（昭和56年度），1日平均上下車人次為3人。

## 車站周邊
車站周邊為農作地帶。
- 北海道道151號幕別帶廣芽室線（日语：北海道道151号幕別帯広芽室線）
- 北海道道238號更別幕別線[5]
- 札內川（日语：札内川）[5] - 車站右手邊[3]。

## 巴士路線
由十勝巴士行走的替代巴士服務中，由於道路設計的關係。開設了「帶廣 - 依田 - 北愛國 - 愛國」獨立一條路線。後來整合路線後於2003年（平成15年）9月廢除。現時乘坐巴士與校巴的車站名稱為「依田近鄰中心前」。

## 現況
現時，車站遺址已經沒有任何痕蹟，變為農田一部分。

## 相鄰車站
日本國有鐵道
廣尾線
帶廣－依田－北愛國

## 注腳
1. 1 2 3  石野哲（編）. . JTB. 1998: 890. ISBN 978-4-533-02980-6 （日语）.
2. ↑  書籍《廃線終着駅を訊ねる 国鉄・JR編》（著：三宅俊彥，JTB出版，2010年4月發行）33頁。
3. 1 2 3 4 5 6 7  書籍《国鉄全線各駅停車1 北海道690駅》（小學館，1983年7月發行）138頁
4. 1 2 3  幕別町.  (pdf) (报告): 10. 1987-03  [2022-01-05]. （原始内容存档 (PDF)于2021-04-12） （日语）.
5. 1 2  書籍《北海道道路地図 改訂版》（地勢堂，1980年3月發行）13頁。